# Michael Murach
Michael Murach est un boxeur allemand né le 1er février 1911 à Schalke et mort le 1er août 1941 à Doubrovka près de Leningrad.

## Biographie
Il remporte la médaille d'argent olympique des poids welters aux Jeux de Berlin en 1936 en étant battu en finale par le finlandais Sten Suvio. Sa carrière de boxeur amateur est également marquée par un titre de champion d'Europe obtenu à Milan en 1937.